# Gilbert (Wirginia Zachodnia)
Gilbert – miasto w Stanach Zjednoczonych, w stanie Wirginia Zachodnia, w hrabstwie Mingo.